# Fredede fortidsminder i Lolland Kommune
Denne liste over fredede fortidsminder i Lolland Kommune viser alle fredede fortidsminder i Lolland Kommune. Listen bygger på data fra Kulturarvsstyrelsen.